# Kesh, Nordirland
Kesh är en ort i Storbritannien.   Den ligger i riksdelen Nordirland, i den västra delen av landet, 600 km nordväst om huvudstaden London. Kesh ligger 68 meter över havet och antalet invånare är 972.
Terrängen runt Kesh är huvudsakligen platt, men åt nordväst är den kuperad. Runt Kesh är det ganska glesbefolkat, med 43 invånare per kvadratkilometer. Närmaste större samhälle är Dromore, 16,8 km öster om Kesh. Trakten runt Kesh består i huvudsak av gräsmarker.